# Classica di Amburgo 2018
La Classica di Amburgo 2018 (ufficialmente EuroEyes Cyclassics per motivi di sponsorizzazione), ventitreesima edizione della corsa, valida come trentesima prova dell'UCI World Tour 2018 categoria 1.UWT, si svolse il 19 agosto 2018 su un percorso di 216,4 km, con partenza e arrivo ad Amburgo, in Germania. La vittoria fu appannaggio dell'italiano Elia Viviani, che completò il percorso in 4h 46' 01" alla media di 45,4 km/h precedendo il francese Arnaud Démare e il norvegese Alexander Kristoff.
Al traguardo di Amburgo 134 ciclisti, dei 145 alla partenza, portarono a termine la competizione.

## Squadre e corridori partecipanti
| N.      | Cod. | Squadra             |
| ------- | ---- | ------------------- |
| 1-7     | QST  | Quick-Step Floors   |
| 11-17   | ALM  | AG2R La Mondiale    |
| 21-27   | AST  | Astana Pro Team     |
| 31-37   | TBM  | Bahrain-Merida      |
| 41-47   | BMC  | BMC Racing Team     |
| 51-57   | BOH  | Bora-Hansgrohe      |
| 61-67   | GFC  | Groupama-FDJ        |
| 71-77   | LTS  | Lotto Soudal        |
| 81-87   | MTS  | Mitchelton-Scott    |
| 91-97   | MOV  | Movistar Team       |
| 101-107 | DDD  | Team Dimension Data |

| N.      | Cod. | Squadra                        |
| ------- | ---- | ------------------------------ |
| 111-117 | EFD  | Team EF Education First-Drapac |
| 121-127 | TKA  | Team Katusha Alpecin           |
| 131-137 | TLJ  | Team Lotto NL-Jumbo            |
| 141-147 | SKY  | Team Sky                       |
| 151-157 | SUN  | Team Sunweb                    |
| 161-167 | TFS  | Trek-Segafredo                 |
| 171-177 | UAD  | UAE Team Emirates              |
| 181-187 | CCC  | CCC Sprandi Polkowice          |
| 191-197 | GAZ  | Gazprom-RusVelo                |
| 201-205 | VWC  | Veranda's Willems-Crelan       |

## Ordine d'arrivo (Top 10)
| Pos. | Corridore          | Squadra      | Tempo    |
| ---- | ------------------ | ------------ | -------- |
| 1    | Elia Viviani       | Quick-Step   | 4h46'01" |
| 2    | Arnaud Démare      | Groupama     | s.t.     |
| 3    | Alexander Kristoff | Katusha      | s.t.     |
| 4    | John Degenkolb     | Trek         | s.t.     |
| 5    | Matteo Trentin     | Mitchelton   | s.t.     |
| 6    | Giacomo Nizzolo    | Trek         | s.t.     |
| 7    | Sacha Modolo       | Educ. First  | s.t.     |
| 8    | Nikias Arndt       | Sunweb       | s.t.     |
| 9    | Niccolò Bonifazio  | Bahrain-Mer. | s.t.     |
| 10   | Peter Sagan        | Bora         | s.t.     |